# Gulnosad småsilvermun-stekel
Gulnosad småsilvermun-stekel (Crossocerus walkeri) är en stekelart som först beskrevs av William Edward Shuckard 1837.  Gulnosad småsilvermun-stekel ingår i släktet Crossocerus, och familjen Crabronidae. Enligt den finländska rödlistan är arten nära hotad i Finland. Arten är reproducerande i Sverige. Artens livsmiljö är sjö- och älvstränder.